# Benfica Campus
O Benfica Campus é o centro de treino e estágio do Sport Lisboa e Benfica e é a "casa" do Benfica B. Tem 9 campos de futebol (três de relva sintética) e o campo principal tem 2 644 lugares. É usado principalmente pela equipa principal e pelos escalões de formação. O centro foi patrocinado pelo banco Caixa Geral de Depósitos, daí ter tido como nome Caixa Futebol Campus durante muitos anos.
O complexo tem um edifício que é um hotel, com a capacidade de 62 quartos, visto ter aí a academia de jovens jogadores. Também tem dois ginásios, balneários, piscinas, jacuzzis, sauna, uma cafetaria e um auditório. Depois de 2008, quando a Benfica TV foi criada, o complexo ganhou também um estúdio de TV. A área total é de cerca de 15 hectares.
A infraestrutura está atualmente a ser expandida para acomodar todos os escalões de formação do Benfica, mas em particular para receber os jogos do Benfica B e da equipa de Sub 23. Uma nova bancada foi já construída no campo principal, assim a capacidade total aumentou 1188 lugares para um máximo de 2 644 espectadores. Algumas alterações adicionais foram feitas no camarote presidencial, na zona de imprensa, na sala de controlo, na localização dos torniquetes e na separação do sector para adeptos visitantes. A nova bancada foi inaugurada no dia 1 de Dezembro de 2013 com uma vitória do Benfica B por 3-1.
Como parte da expansão serão criados três novos campos, um deles com capacidade para 572 pessoas. Com isto a área total aumentará aproximadamente para 18.5 hectares.